# Vincent Nguyễn Văn Bản
Vincent Nguyễn Văn Bản (Tuy Hoa, 25 novembre 1956) è un vescovo cattolico vietnamita, dal 19 marzo 2022 vescovo di Hải Phòng.

## Biografia

### Infanzia e formazione
Vincent Nguyễn Văn Bản è nato il 25 novembre 1956 a Tuy Hoa nella provincia di Phu Yen, settimogenito di una devota famiglia cattolica con nove figli originaria della provincia di Hai Duong e fuggita poi al sud alla fine della guerra. Nel 1968 ha iniziato il percorso di studi religiosi nel seminario minore Làng Sông a Quy Nhơn; nel 1975 è entrato nel seminario maggiore Centro di formazione diocesano della diocesi di Quy Nhơn, studiando filosofia e teologia fino al 1988. Terminati gli studi ha prestato servizio pastorale presso la sua parrocchia d'origine a Tuy Hoa.

### Ministero sacerdotale
È stato ordinato presbitero il 16 settembre 1993 dal vescovo Paul Huỳnh Đông Các incardinandosi nella diocesi di Quy Nhơn. Dopo l'ordinazione sacerdotale è stato vicario parrocchiale di Tuy Hoa fino al 1996, quando è stato inviato in Francia per studiare presso l'Institut catholique de Paris conseguendo la maîtrise in teologia nel 2005. Tornato in Vietnam è stato nominato responsabile della formazione dei seminaristi della diocesi e professore del seminario maggiore di Nha Trang. È stato inoltre nominato esperto durante la XII Assemblea generale ordinaria del Sinodo dei vescovi svoltasi nell'ottobre 2008.

### Ministero episcopale
Il 21 febbraio 2009 papa Benedetto XVI lo ha nominato vescovo di Ban Mê Thuột.
Ha ricevuto l'ordinazione episcopale il 12 maggio seguente per imposizione delle mani dell'arcivescovo Étienne Nguyễn Như Thể. 
In seno alla conferenza episcopale del Vietnam è stato presidente del comitato per la musica sacra per tre mandati consecutivi dal 2010 al 2019.
Nel 2019 è stato eletto presidente della Commissione biblica e riconfermato per il secondo mandato del triennio 2022 – 2025.
Durante il suo ministero a Ban Mê Thuột ha incoraggiato il clero locale a comunicare nelle lingue etniche delle popolazioni locali tanto da introdurre i corsi dei seminari in tre lingue etniche locali, Ede (Ê Đê), Mnong (M'Nông) e Xtieng (S’tiêng). Negli anni ha visto incrementare il numero di fedeli, anche grazie alle conversioni e crescere il numero delle vocazioni tra i giovani, aumentando il numero sia di nuovi preti che di religiose e suore. Ha contribuito alla costruzione di ben 101 nuove chiese sul territorio.
Il 19 marzo 2022 papa Francesco lo ha nominato vescovo di Hải Phòng.
Ha preso possesso della diocesi il 31 marzo seguente.

## Genealogia episcopale e successione apostolica
La genealogia episcopale è:
- Patriarca Eliya XII Denha
- Patriarca Yukhannan VIII Hormizd
- Vescovo Isaie Jesu-Yab-Jean Guriel
- Arcivescovo Augustin Hindi
- Patriarca Yosep VI Audo
- Patriarca Eliya XIV Abulyonan
- Patriarca Yosep Emmanuel II Thoma
- Vescovo François David
- Arcivescovo Antonin-Fernand Drapier, O.P.
- Arcivescovo Pierre Martin Ngô Đình Thục
- Arcivescovo Philippe Nguyễn Kim Điền, P.F.I.
- Arcivescovo Étienne Nguyễn Như Thể
- Vescovo Vincent Nguyễn Văn Bản

La successione apostolica è:
- Vescovo Jean Baptiste Nguyễn Huy Bắc (2024)